# پاین ماونتین ولی (جورجیا)
پاین ماونتین ولی (به انگلیسی: Pine Mountain Valley) یک منطقهٔ مسکونی در ایالات متحده آمریکا است که در جورجیا واقع شده‌است. پاین ماونتین ولی ۲۶۶٫۰۹ متر بالاتر از سطح دریا واقع شده‌است.